# Niedokrwistość aplastyczna
Niedokrwistość aplastyczna, aplazja szpiku, anemia aplastyczna, AA (łac. anaemia aplastica) – stan niewydolności szpiku kostnego, wskutek jego hipoplazji lub aplazji, prowadzący do pancytopenii, czyli obniżenia liczby wszystkich rodzajów komórek krwi (erytrocytów, leukocytów i trombocytów).
Występuje z częstością 1–2/1 000 000 osób/rok w krajach zachodnich, a w Japonii, południowo-wschodniej Azji i Chinach częściej. Może pojawić się w każdym wieku, ale największa zachorowalność występuje między 15 a 25 oraz po 60 roku życia, z przewagą u mężczyzn.
Pierwszy opis tej choroby pochodzi z roku 1888 i został podany przez Ehrlicha.
Na niedokrwistość aplastyczną zmarła m.in. Maria Skłodowska-Curie.

## Etiologia
U źródeł choroby leży zaburzenie dotyczące komórek macierzystych krwi, prowadzące do zahamowania dzielenia i różnicowania się komórek. Nabyte niedokrwistości aplastyczne są wynikiem reakcji autoimmunologicznej przeciwko tym komórkom, zależnej od aktywacji limfocytów T i zwiększenia produkcji cytokin hamujących hematopoezę oraz pobudzeniem zjawiska apoptozy. W zależności od mechanizmu wyróżnia się następujące postacie AA:
- postacie pierwotne
  - wrodzona niedokrwistość aplastyczna
  - niedokrwistość Fanconiego – dziedziczona jako cecha autosomalna recesywna
  - zespół Diamonda i Blackfana
  - postać idiopatyczna
- postacie wtórne
  - promieniowanie jonizujące
  - radioterapia
  - środki chemiczne
    - benzen, barwniki anilinowe
    - trotyl
    - rozpuszczalniki organiczne
    - środki chwasto- i owadobójcze

  - leki
    - busulfan
    - cyklofosfamid
    - metotreksat
    - chloramfenikol
    - sulfonamidy
    - chloropropamid
    - metamizol
    - fenytoina, karbamazepina
    - sole złota
    - antracykliny
    - fenylobutazon
    - penicylamina

  - zakażenia wirusowe: HAV, HBV, HCV, HIV, wirusy herpes, parwowirus B 19
  - kolagenozy
  - grasiczak
  - ciąża
  - choroby krwi: zespół mielodysplastyczny, nocna napadowa hemoglobinuria, niedokrwistość hemolityczna

## Objawy chorobowe
Objawy chorobowe zależą od współistnienia i przeplatania się objawów zaburzonej hematopoezy: niedokrwistości (zależnej od uszkodzenia szlaku rozwoju czerwonokrwinkowego), skłonności do zakażeń (zależnych od uszkodzenia powstawania neutrofilów) oraz skazy krwotocznej (zależnej od uszkodzenia powstawania płytek krwi).
Rozróżnia się 3 stopnie ciężkości AA w zależności od spadku liczby komórek (tak zwanej cytopenii) we krwi obwodowej:
- postać nieciężka
  - liczba neutrofilów < 1500 komórek w 1μl krwi
  - liczba płytek krwi < 50 000 komórek w 1μl krwi
  - liczba retikulocytów < 60 000 komórek w 1μl krwi
- postać ciężka
  - liczba neutrofilów < 500 komórek w 1μl krwi
  - liczba płytek krwi < 20 000 komórek w 1μl krwi
  - liczba retikulocytów < 20 000 komórek w 1μl krwi
- postać bardzo ciężka
  - liczba neutrofilów < 200 komórek w 1μl krwi
  - liczba płytek krwi < 20 000 komórek w 1μl krwi
  - liczba retikulocytów < 10 000 komórek w 1μl krwi

## Rozpoznanie
Rozpoznanie opiera się na stwierdzeniu przynajmniej 2 z 3 objawów: neutropenii, małopłytkowości i retikulocytopenii. Zakres norm podano powyżej. Oprócz opisywanych powyżej zmian widocznych we krwi obwodowej, wykonuje się punkcję szpiku, która wykazuje zmniejszenie liczby komórek krwiotwórczych poniżej 30%, dużą ilość tkanki tłuszczowej, zmniejszenie liczby megakariocytów. W obrazie trepanobiopsji występują nieliczne pola zawierające komórki.
Choroba wymaga różnicowania z następującymi jednostkami chorobowymi:
- białaczki ostre
- zespół mielodysplastyczny
- każdy nowotwór z naciekiem szpiku kostnego
- ciężka niedokrwistość megaloblastyczna
- niektóre chłoniaki
- skrobiawica
- choroba Gauchera

## Leczenie
Choroba przebiega jako postać ostra i przewlekła. Postacie ostre, w przypadku braku leczenia lub jego nieskuteczności, doprowadzają do zgonu w ciągu 6–12 miesięcy. Postacie przewlekłe przebiegają powoli i opisywane są przypadki samoistnej poprawy. Ciężkość przebiegu zależy od stopnia cytopenii.
Najczęstszą przyczyną śmierci w przebiegu AA są sepsa (zakażenie) bakteryjna lub grzybicza.
Leczenie przyczynowe:
- allogeniczny przeszczep szpiku jako leczenie z wyboru u młodszych chorych – wyleczenie uzyskuje się w 60–90% przypadków
- intensywne leczenie immunosupresyjne z zastosowaniem globuliny antylimfocytowej (ALG) lub antytymocytowej (ATG) zwykle łącznie z cyklosporyną A i glikokortykosterydami u chorych niekwalifikujących się do przeszczepu szpiku. Ta metoda zapewnia podobny odsetek wyleczeń jak przeszczep szpiku, nie uzyskuje się jednak zwykle normalizacji parametrów morfologii krwi.
- cyklofosfamid z ATG przed przeszczepem szpiku oraz u osób starszych z postacią nieciężką
- androgeny w niedokrwistości Fanconiego oraz w postaciach nabytych. Brak poprawy po 6 miesiącach leczenie wskazuje na nieskuteczność leczenia i nakazuje jego zakończenie.

Leczenie uzupełniające:
- profilaktyka zakażeń bakteryjnych i grzybiczych: w postaciach z neutropenią poniżej 200 komórek w 1μl krwi – antybiotykoterapia w oparciu o doustne podawanie fluorochinonu z lekiem przeciwgrzybiczym. Konieczna jest także profilaktyka pneumocystozy przez okres 6 miesięcy po leczeniu immunosupresyjnym lub przeszczepieniu szpiku
- czynnik wzrostu G-CSF w ciężkich zakażeniach opornych na antybiotyki i/lub leki przeciwgrzybicze
- objawowe przetoczenie koncentratu krwinek czerwonych i płytkowych. Przetoczeń należy unikać w przypadku planowanego przeszczepu szpiku.

## Klasyfikacja ICD10
| kod ICD10   | nazwa choroby                                               |
| ----------- | ----------------------------------------------------------- |
| ICD-10: D60 | Nabyta aplazja czysto czerwonokrwinkowa (erytroblastopenia) |
| ICD-10: D61 | Inne niedokrwistości aplastyczne                            |